# Microgale monticola
Espèce
Répartition géographique
Statut de conservation UICN

 VU D2 : Vulnérable
Microgale monticola est une espèce de petit mammifère insectivore de la famille des Tenrecidae. Cette musaraigne est endémique de Madagascar.